# Pakistan na Letnich Igrzyskach Olimpijskich 2000
Pakistan na Letnich Igrzyskach Olimpijskich 2000 reprezentowało 27 zawodników, 26 mężczyzn i 1 kobieta.

## Skład kadry

### Boks
- Haider Ali - waga piórkowa, do 57 kg (odpadł w 1 rundzie)
- Asghar Ali Shah - waga lekka, do 60 kg (odpadł w 2 rundzie)
- Ghulam Shabbir - waga lekkopółśrednia, do 63,5 kg (odpadł w 1 rundzie)
- Usmanullah Khan - waga półśrednia, do 67 kg (odpadł w 1 rundzie)

### Hokej na trawie
Mężczyźni
- Ahmed Alam
- Kamran Ashraf
- Mohammad Qasim
- Ali Raza
- Tariq Imran
- Sohail Abbas
- Irfan Yousuf
- Imran Yousuf
- Waseem Ahmed
- Shafqat Malik
- Mohammad Nadeem
- Atif Bashir
- Mohammad Sarwar
- Sameer Hussain
- Kashif Jawwad
- Mohammad Anis - drużynowo (4. miejsce)

### Lekkoatletyka
Mężczyźni
- Maqsood Ahmed - bieg na 200 m (odpadł w eliminacjach)

Kobiety
- Shazia Hidayat - bieg na 1500 m (odpadła w eliminacjach)

### Pływanie
Mężczyźni
- Kamal Salman Masud - 100 m stylem motylkowym (odpadł w eliminacjach)

### Strzelectwo
Mężczyźni
- Khurram Inam - Skeet

### Wioślarstwo
Mężczyźni
- Mohammad Akram - jedynka
- Zahid Ali Pirzada, Hazrat Islam - dwójka podwójna wagi lekkiej